# Karina Lombard
Karina Lombard (Taiti, 21 de Janeiro de 1969) é uma atriz franco-americana. Ela apareceu como Isabel Two em Legends of the Fall, como chefe Nonhelema em Timeless, e como Marina Ferrer na primeira temporada de  The L Word.
Ela também apareceu nos filmes Wide Sargasso Sea e The Firm, e a série de televisão ' 'CSI: Crime Scene Investigation, CSI: NY, NCIS, Rescue Me e The 4400.

## Carreira
A grande oportunidade de Lombard na modelagem foi uma sessão de fotos com o tema 'nativo americano'. Um ano depois, uma de suas fotografias foi escolhida para um outdoor que a levou ao seu primeiro papel como atriz. Fotografias dela como modelo apareceram nas revistas Elle e Vogue.
Lombard estudou atuação em Nova York no Lee Strasberg Theatre Institute e no Actors Studio, onde também ganhou experiência no palco atuando no Gallery Theatre e no Neighborhood Playhouse.
O primeiro papel de Lombard no cinema foi como uma princesa em L'île (A Ilha). Em 1993, ela fez seu primeiro papel importante como Antoinette Cosway, uma herdeira jamaicana, em Wide Sargasso Sea, baseado no romance de mesmo nome de Jean Rhys. Ela teve papéis coadjuvantes em The Firm (1993) e Legends of the Fall (1994), e estrelou em Last Man Standing (1996) com Bruce Willis.
Nos anos 2000, mudou-se para a televisão, aparecendo em The 4400 e como restauradora Marina Ferrer na primeira temporada de The L Word. Ela também interpretou a personagem recorrente Geneviève em FX's Rescue Me.

## Filmes
| Year | Title                             | Role               | Notes             |
| ---- | --------------------------------- | ------------------ | ----------------- |
| 1991 | The Doors                         | Warhol Actress     |                   |
| 1993 | Wide Sargasso Sea                 | Antoinette Cosway  |                   |
| 1993 | The Firm                          | Girl on beach      |                   |
| 1994 | Legends of the Fall               | Isabel Two         |                   |
| 1996 | Last Man Standing                 | Felina             |                   |
| 1997 | Kull the Conqueror                | Zareta             |                   |
| 1998 | Exposé                            | Amber Collins      |                   |
| 2001 | Guardian                          | Katherine Kross    |                   |
| 2003 | Deception                         | Margareth de Vries |                   |
| 2004 | Big Kiss                          | Liz                |                   |
| 2011 | Jo's Boy                          | Alice Hamilton     |                   |
| 2018 | Reign of Judges: Title of Liberty | Mahigana           | Short film/action |

## Televisão
| Year      | Title                              | Role                         | Notes                                   |
| --------- | ---------------------------------- | ---------------------------- | --------------------------------------- |
| 1987      | L'île                              | Ivoa                         | TV miniseries                           |
| 1998      | Early Edition                      | Sammia Watts                 | "Mum's the Word"                        |
| 1998      | The Violent Earth                  | Anna Temaru                  | TV miniseries                           |
| 1999      | The Seventh Scroll                 | Royan                        | TV miniseries                           |
| 2000      | Murder at the Cannes Film Festival | Inspector Renee Reno         | TV film                                 |
| 2004      | Dr. Vegas                          | Jessica Rhodes / Black Widow | "All In"                                |
| 2004–2009 | The L Word                         | Marina Ferrer                | Main role (Season 1) Guest (Season 4,6) |
| 2005–2006 | The 4400                           | Alana Mareva                 | Main role                               |
| 2007      | Secrets                            | Claude Perkins               | TV miniseries                           |
| 2007      | CSI: Crime Scene Investigation     | Pippa Sanchez                | "A La Cart"                             |
| 2009      | Rescue Me                          | Geneviéve                    | Recurring role                          |
| 2011      | CSI: NY                            | Eva Martinez                 | "Holding Cell"                          |
| 2012      | NCIS                               | Monique Lisson               | "The Missionary Position"               |
| 2014      | Le Family Show                     | Mayi Rioux                   | TV film                                 |
| 2016      | Timeless                           | Nonhelema                    | "Stranded"                              |

## Prêmios
| Year | Award       | Category                                                           | Work                                      | Result |
| ---- | ----------- | ------------------------------------------------------------------ | ----------------------------------------- | ------ |
| 1997 | FAITA Award | Outstanding Performance by an Actress in a movie (lead)            | Kull the Conqueror (1997)                 | Venceu |
| 2004 | FAITA Award | Outstanding Performance by an Actress in a TV series (lead)        | The L Word (2004)                         | Venceu |
| 2011 | FAITA Award | Outstanding Performance by an Actress in a TV Movie/Special (lead) | Murder at the Cannes Film Festival (2000) | Venceu |